# El Fuerista
El Fuerista fue un periódico editado en la ciudad española de San Sebastián entre 1888 y 1898.

## Descripción
Apareció en enero de 1888, y, según Navarro Cabanes, ya «en su primer número prometía acatar y obedecer lo que manda la Santa Madre la Iglesia Católica, Apostólica, Romana, y pelear con entusiasmo por el triunfo de la Causa de la Legitimidad». Era de periodicidad diaria y estaba dirigido por Manuel Sánchez Asensio. Tachado por La Unión Católica madrileña de ser partidario de La Fé, protestó —«indignado», según Navarro Cabanes— contra esa versión. Cuando se dio la rebelión integrista encabezada por Ramón Nocedal, fue uno de los periódicos nocedalinos más furibundos. Al poco de rebelarse, su director, Sánchez Asensio, dejó el cargo al no estar conforme con la marcha del Partido Integrista.
La Junta Regional integrista de Guipúzcoa, presidida por Ramón de Zavala y Salazar, desautorizó el periódico y a su director legal, Pedro Grijalba, en mayo de 1897, por desobediencia a la Junta e insistir en su apoyo a los políticos liberal-conservadores del sector de Sánchez Toca y el marqués de Comillas. Se suscitó entonces un conflicto por la propiedad del diario entre el consejo de redacción, partidario de la Junta Regional, y Grijalba, que era el propietario legal. Pero este se negó a ceder el diario y, para reemplazar la pérdida, ese mismo año los integristas donostiarras fundaron La Constancia bajo la dirección de Juan de Olazábal.
Posteriormente el periódico evolucionó y se acercó al incipiente nacionalismo vasco, por entonces conocido como «bizkaitarrismo», especialmente debido a la influencia del redactor Engracio Aranzadi «Kizkitza», que se había incorporado en 1894 a la redacción.
El 10 de abril de 1898 El Fuerista llegó a incluir en su cabecera el lema de «Jaun-Goikua eta Lege-Zarra», que era el que usaba el recién creado Partido Nacionalista Vasco. Sin embargo, debido a la pérdida de suscriptores y «asfixiados por el ambiente hostil» (como definió Aranzadi a «la exaltación hiperpatriótica española» con motivo de la guerra de Cuba), los del Consejo del periódico decidieron dejar de publicarlo el 10 de mayo, tan solo un mes después de haberse hecho nacionalista. Tras su desaparición, El Siglo Futuro comentó que El Fuerista se había hecho bizcaitarra «por recurso y como quien se agarra á un clavo ardiendo».